# دروس معرفت نفس

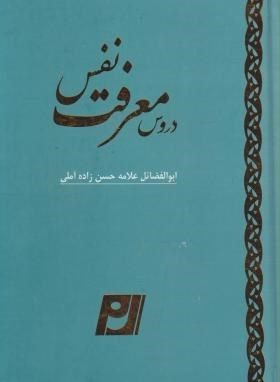
تصویر کتاب دروس معرفت نفس
انتشارات الف لام میم

کتابی است از علامه حسن حسن‌زاده آملی که حاوی ۱۵۳ درس است و در آن مباحث زیر مورد بررسی قرار گرفته‌است:
خودشناسی، شناخت قوای انسانی، اثبات مقام تجرد و فوق تجرد نفس، نحوه ارتباط نفس و بدن، علم، سنخیت بین علم و ظرف آن، منطق، نقد مذهب مادیون، عالم ماده عالم خیال و عالم عقل، خواب - تعبیر و تأویل خواب، اتحاد علم و عالم و معلوم، فرق انسان و حیوان و نبات، عقل کل و نفس کل، کمال اول و کمال ثانی، عقل عملی و عقل نظری، ملائکه، انسان کامل، روح بخاری و روح انسانی، علم و عمل، معرفت فکری و معرفت شهودی، تکامل برزخی، معاد و قیامت
متن این کتاب پیش از این به صورت مجزا و در قالب دروس سه گانه علامه منتشر شده بود و این کتاب نخستین اثری است که این دروس را به صورت تجمیع شده ارائه کرده است.

## تعریف معرفت نفس
در مقدمه علامه حسن‌زاده بر کتاب معرفت نفس آمده‌است:
"معرفت نفس ناطقه انسانی قطب قاطبه معارف ذوقیه، و محور جمیع مسائل علوم عقلیه و نقلیه و اساس همه خیرات و سعادات است؛ و به بیان مولی امیرالمؤمنین علی علیه السلام: معرفه النفس انفع المعارف
"معرفت نفس همان روانشناسی و خودشناسی است که أقرب طرق به ماورای طبیعت و صراط مستقیم خداشناسی است.
"انسان بزرگترین جدول بحر وجود و جامع‌ترین دفتر غیب و شهود و کاملترین مظهر واجب الوجود است. این جدول اگر درست تصفیه و لایروبی شود مجرای آب حیات و مجلای ذات و صفات می‌گردد. این دفتر شایستگی لوح محفوظ شدن کلمات نوریه شجون حقائق اسماء و شئون رقائق ظلّیه آن‌ها را دارا است.
"دفتر حق است دل به حق بنگارش/نیست روا پرنقوش باطله باشد."